# Altmuehlopterus
Altmuehlopterus — вимерлий рід птерозаврів.

## Історія вивчення
1851 року А. Вагнер описав новий вид Ornithocephalus – O. ramphastinus. Таку назву він отримав через те, що Вагнер знаходив його пропорції схожими на тукана (Ramphastos). 1860-го Маєр застосував помилкове написання rhamphastinus, що стало надалі найпопулярнішим, на підставі чого в перегляді систематики G. rhamphastinus 2017-го року за ним було визнано пріоритет. Сілі (1871) відніс його до Diopecephalus. Більшість авторів, однак, продовжували відносити P. rhamphastinus до птеродактиля, допоки Вельнхофер (1970) не визнав його видом германодактиля. Таксономія цього роду залишалася спірною, й деякі автори сумнівалися щодо його монофілії. Maish et al. (2004) запропонували нову назву Daitingopterus, що, однак, вважається nomen nudum, оскільки не було вказано типового зразка чи вказано на те, що виділено новий рід. Vidovic & Martill (2014) підтвердили парафілетичність германодактиля й 2017-го року виділили рід Altmuehlopterus для виду rhamphastinus.

## Опис

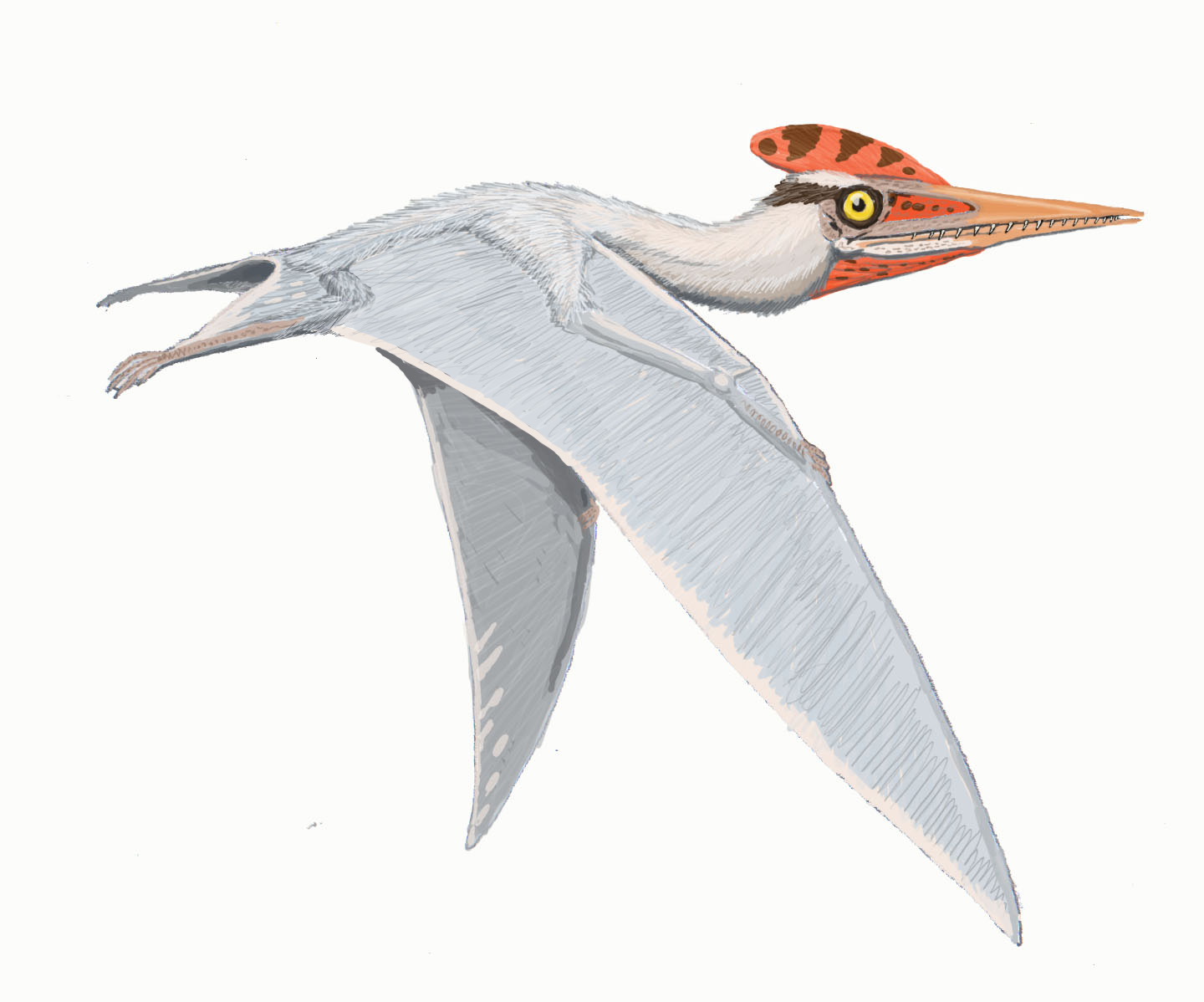
Реконструкція

Діагноз: низький і довгий гребінь, що простягається до рівня задньої стінки очної ямки; передщелепна утворює практично рівну дорсальну сторону роструму що має загострений кінець; прості конічні зуби (довші й тонші ніж у Germanodactylus чи Diopecephalus) наявні на кінчику роструму й під назоанторбітальним отвором; близько 16 широко розставлених зубів у кожній щелепі що збільшуються й затим зменшуються мезіодистально.